# Emily Post
Emily Post, née Price peut-être le 27 octobre 1872 à Baltimore (Maryland) (la date précise est contestée) et décédée le 25 septembre 1960 à New York, est une femme de lettres américaine, auteur d'ouvrages sur le savoir-vivre.

## Jeunesse
Emily Post est née Price le 27 octobre 1872 à Baltimore. Son père était l'architecte Brice Price et sa mère était Josephine (Lee) Price de Wilkes-Barre. Après avoir eu de l'instruction à domicile dans ses premières années, Price a fréquenté la Finishing School de Miss Graham à New York après que sa famille s'y est installée.

## Mariage
Price a rencontré son futur mari, Edwin Main Post, un éminent banquier, à un bal dans un manoir de la cinquième Avenue. Après leur mariage en 1892 et un voyage de noces en Europe, ils ont vécu dans le Washington Square Park à New York. Ils avaient aussi un chalet, nommé "Emily Post Cottage", à Tuxedo Park, qui était l'un des quatre Bruce Price Cottages qu'elle a hérité de son père. Le couple a eu deux fils, Edwin Main Post, Jr. (1893) et Bruce Price Post (1895).
Le couple a divorcé en 1905, en raison des affaires de son mari avec des "danseuses de comédie musicale" (Chorus line) et des actrices, dont il avait été la cible de chantages.

## Carrière

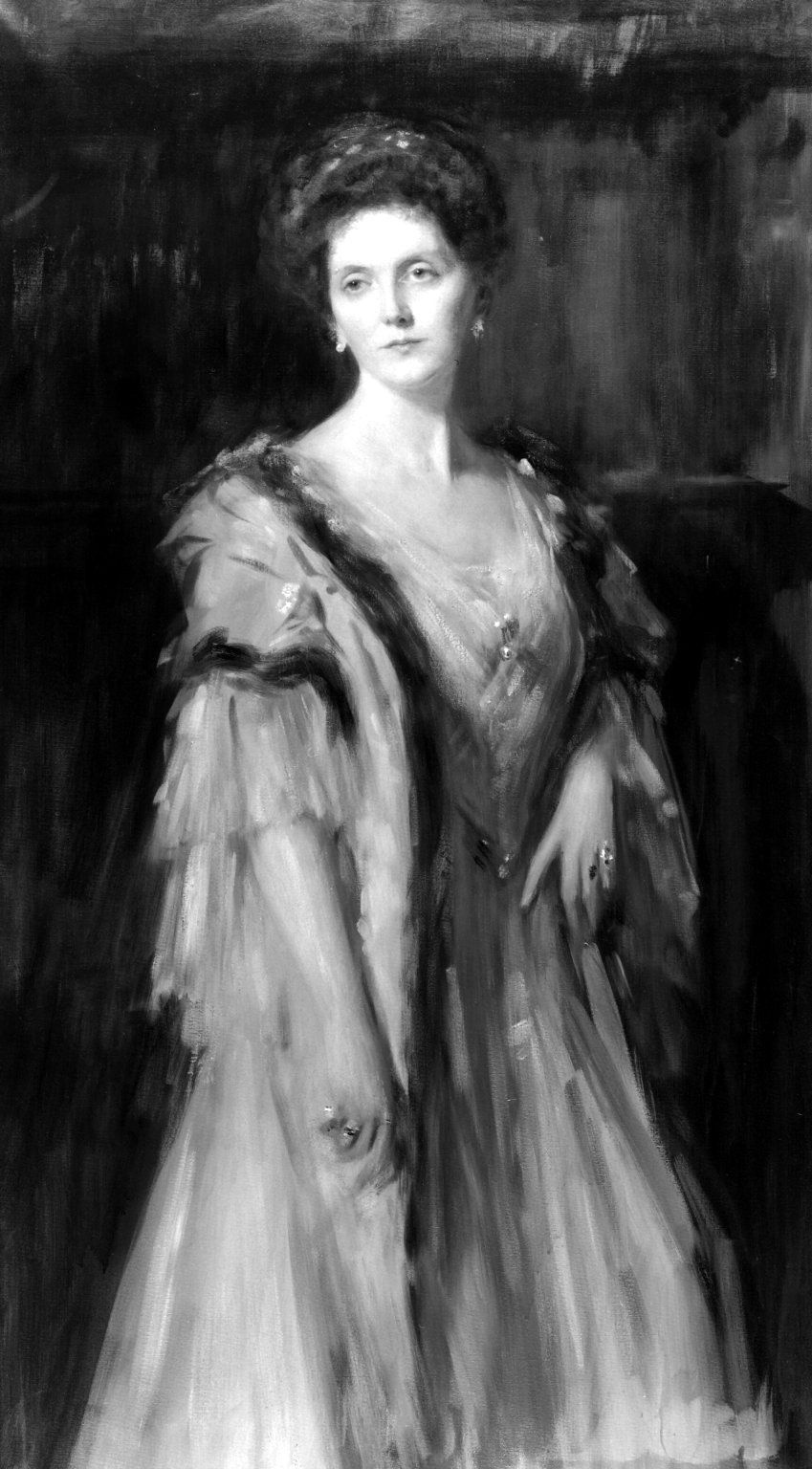
Emily Post par Emil Fuchs, musée de Brooklyn

Lorsque ses deux fils furent assez grands pour aller à l'internat, Post commença à écrire. Elle a produit des articles de journaux sur l'architecture et le design intérieur, ainsi que des histoires et des feuilletons pour des magazines tels que Harper's, Scribner's, et The Century.
Post a écrit dans des styles différents, y compris les livres de voyage humoristiques, au début de sa carrière. Post a publié son premier livre sur l'étiquette en 1922 : Etiquette in Society, in Business, in Politics, and at Home (souvent référencé comme Etiquette) alors qu'elle était âgée de 50 ans. Il est devenu un best-seller, avec des versions mises à jour qui ont continué à être populaires pendant des décennies, et a fait sa carrière.

## Postérité
Aux États-Unis, le nom d'Emily Post est synonyme de bonne étiquette et bonnes manières et est toujours utilisé dans des titres de livres sur le sujet. En 2008, Laura Claridge (en) lui dédie sa première biographie : Emily Post: Daughter of the Gilded Age, Mistress of American Manners.
Deux arrière-arrière-petites-filles sont auteurs. Anna Post, est l'auteur de Do I Have to Wear White? Emily Post Answers America’s Top Wedding Questions (2009), 
Lizzie Post, est l'auteur de How Do You Work This Life Thing? (2007). 
Les deux sont coauteurs de Great Get-Togethers: Casual Gatherings & Elegant Parties at Home (2010).